# Menlove Ave.
Menlove Ave. é um álbum de John Lennon lançado em 1986.  É o segundo lançamento póstumo de músicas de Lennon, tendo sido gravadas durante as sessões de seus álbuns Walls and Bridges e Rock 'n' Roll. Menlove Ave. foi lançado sob a supervisão de Yoko Ono, viúva de Lennon.

## Faixas
1. "Here We Go Again" (John Lennon/Phil Spector) – 4:50
  - Produzido por Phil Spector em 1973
2. "Rock and Roll People" – 4:21
  - gravado para "Mind Games"
3. "Angel Baby" (Rosie Hamlin) – 3:42
  - Produzido por Phil Spector em 1973
4. "Since My Baby Left Me" (Arthur Crudup) – 3:48
  - Produzido por Phil Spector em 1973
5. "To Know Her Is to Love Her" (Phil Spector) – 4:37
  - Produzido por Phil Spector em 1973
6. "Steel and Glass" – 4:10
7. "Scared" – 4:17
8. "Old Dirt Road" (John Lennon/Harry Nilsson) – 3:53
9. "Nobody Loves You (When You're Down And Out)" – 4:29
10. "Bless You" – 4:05